# Sowiny
Sowiny (prononciation : [sɔˈvinɨ]) est un village polonais de la gmina de Bojanowo dans le powiat de Rawicz de la voïvodie de Grande-Pologne dans le centre-ouest de la Pologne.
Il se situe à environ 5 kilomètres à l'est de Bojanowo (siège de la gmina), à 13 kilomètres au nord de Rawicz (siège du powiat) et à 77 kilomètres au sud de Poznań (capitale régionale).

## Histoire
De 1975 à 1998, le village faisait partie du territoire de la voïvodie de Leszno.

Depuis 1999, Sowiny est situé dans la voïvodie de Grande-Pologne.